# L'era glaciale
L'era glaciale (Ice Age) è un film d'animazione del 2002 diretto da Chris Wedge; prodotto dai Blue Sky Studios, in co-produzione con 20th Century Fox Animation, e distribuito dalla 20th Century Fox.
Primo lungometraggio Blue Sky Studios, il film è co-diretto da Carlos Saldanha e basato su un racconto originale di Michael J. Wilson. È il primo capitolo dell'omonimo franchise, proseguito con quattro sequel, uno spin-off, otto cortometraggi, due speciali televisivi e una serie animata. Il cast vocale è formato da Ray Romano, John Leguizamo, Denis Leary e Wedge stesso (nel ruolo di Scrat, il quale non ha voce ma emette solo urla e squittii).
Uscito il 15 marzo 2002, il film è stato un successo di critica e pubblico, avendo incassato oltre 383 milioni di dollari, diventando il film d'animazione con il maggior incasso del 2002. È stato candidato ai Premi Oscar 2003 come miglior film d'animazione (poi perso a favore de La città incantata dello Studio Ghibli di Miyazaki), risultando essere il primo film della 20th Century Fox candidato alla statuetta.

## Trama
Paleolitico, circa 20.000 anni fa. Uno scoiattolo dai denti a sciabola di nome Scrat cerca di sotterrare la sua ghianda per la primavera, ma un sacco di sventure si abbattono su di lui ogniqualvolta tenta di metterla al sicuro (la maggior parte delle quali sono crepe nel terreno che si espandono e sfociano in terremoti). Un'era glaciale si sta abbattendo sulla Terra e molte specie viventi sono minacciate dalla mancanza di cibo o dal clima più freddo, il che le costringe a migrare verso sud. Lo scorbutico e asociale mammut Manfred, invece, sembra incurante del pericolo e non prende parte alla migrazione di massa, camminando in direzione opposta. Nel frattempo, il logorroico Megalonyx Sid si accorge che la sua famiglia lo ha abbandonato (di nuovo) mentre dormiva: decide dunque di migrare da solo, ma dopo aver pestato un escremento di un Glyptodon, finisce per far infuriare due brontoteri dopo aver rovinato accidentalmente il loro pranzo. Nella fuga incontra casualmente Manfred, che lo aiuta a disfarsi dei due aggressori. Sid, molto grato al mammut (che soprannomina “Manny”), è intenzionato a unirsi a lui in cerca di una possibile protezione, cosa che Manfred accetta mal volentieri.
Nel frattempo, vicino a un accampamento di uomini di Neanderthal, un branco di tigri dai denti a sciabola, capeggiato dal malvagio Soto, sta organizzando un attacco agli umani come vendetta per l'uccisione di molti membri del loro branco: ordina infatti a Diego, suo secondo in comando, di rapire il bambino figlio del capovillaggio e consegnarglielo vivo, poiché vuole ucciderlo e sbranarlo personalmente. All'alba del giorno seguente, le tigri attaccano e Diego si intrufola nella tenda dove si trova il piccolo, il quale viene però salvato dalla madre, che pur di proteggerlo si getta da una cascata tenendolo in braccio. Le tigri battono in ritirata: Soto, infuriato per il fallimento del piano malvagio, ordina a Diego di trovare il bambino e portarglielo, altrimenti ne pagherà le conseguenze. Il capovillaggio, accortosi della scomparsa della moglie e del figlio, insegue le tigri.
Intanto, mentre si trovano nelle vicinanze della cascata, Manny e Sid incontrano la madre del bimbo, aggrappata a un ramo e ormai in fin di vita, che prima di morire trascinata dalla corrente affida il figlio a Manny. Il mammut vorrebbe abbandonarlo, ma Sid, impietosito, desidera riportarlo al villaggio degli umani, notando il fuoco dell'accampamento, ma Diego irrompe sulla scena puntando al bambino. La tigre cerca di raggirarli spiegando che vuole solo riportare il bambino a casa, ora che gli umani se ne sono andati; non credendogli, Manny si decide ad aiutare il bradipo, raggiungendo con lui la sommità della cascata solo per trovare l'accampamento vuoto. È allora che Diego si offre di condurli dagli umani al "passo dei ghiacciai", quando in realtà è segretamente intenzionato a portarli a "Mezzo Picco", località del covo di Soto e delle altre tigri. Manny, ignaro, accetta a malincuore e il loro viaggio ha inizio.
Durante il cammino, il bambino inizia a piangere per la fame; i tre trovano per caso un'anguria, che però viene sottratta loro da una comunità di dodo che stanno raccogliendo scorte di cibo per superare l'era glaciale. Manny, Sid e Diego, per fortuna, riescono a riprendersi l'anguria dopo essersi battuti contro gli sciocchi pennuti, che finiscono per eliminarsi da soli precipitando dall’altura su cui vivono. Durante la notte, mentre Manny, Sid e il bambino dormono, Diego cerca di sottrarre silenziosamente il piccolo al mammut, ma a seguito dei suoi tentativi falliti scopre di essere pedinato da due membri del suo branco, Zeke e Oscar, i quali gli riferiscono che Soto si sta stancando di aspettare e sta cominciando a sospettare di lui. Diego allora rivela che dovranno aspettare se vogliono gustarsi anche della carne di mammut.
Nei giorni a seguire, il quartetto procede verso la propria destinazione, ma lungo la strada Diego scopre che si stanno effettivamente avvicinando agli umani, visto che questi sono sulle tracce del branco di tigri, così insiste per condurre il trio attraverso una "scorciatoia" che passa per le grotte ghiacciate. Al loro interno, saranno però costretti ad inseguire il bambino per una rete di scivoli di ghiaccio, al termine della quale il gruppo entra in una grotta e scopre delle pareti piene di graffiti rupestri, uno dei quali rappresenta una battuta di caccia al mammut: una coppia di Mammut insieme al loro piccolo vivono felicemente, ma improvvisamente, arrivano gli uomini che iniziano a cacciarli. Il padre mammut cerca di proteggere la sua compagna e il suo cucciolo, ma gli umani lo sovrastano in numero riuscendo a circondarlo. La madre e il cucciolo vengono bloccati in una parete rocciosa, mentre gli umani sulla cima si preparano a tirare loro delle grosse pietre.
Notando lo sguardo triste di Manny, Sid e Diego si accorgono che egli è il mammut che perse la moglie e il figlio proprio in quell’occasione. A causa di questo trauma Manny si rifugia nel dolore, cercando di rimanere da solo usando la sua scontrosità. Il bambino però gli si avvicina per confortarlo e qualcosa in Manny inizia a cambiare. Usciti dalla grotta i tre sono circondati da un fiume di lava al di sotto del ghiaccio. Diego rischia di precipitare ma Manny, spinto dal suo coraggio, rischierà anch'esso la sua vita per salvarlo. Diego, dopo aver assistito alla storia del mammut, inizia a nutrire seri dubbi sulla propria missione; quella stessa notte, dopo che Sid scopre le proprietà delle pietre focaie per il loro accampamento, tali dubbi si rafforzano ancora di più quando il bambino inizia a muovere i primi passi in autonomia e sceglie di andare proprio dalla tigre, che ormai si sta chiaramente affezionando a lui.
Il gruppo raggiunge il Mezzo Picco, dove è pronta l'imboscata organizzata dal branco di Soto, ma Diego, pentito di aver ingannato i compagni, rivela loro tutta la verità. Manny è furibondo per il suo tradimento, ma la tigre ha già pensato a un altro piano per salvare la squadra: Diego raggiunge il suo branco dicendo loro di prepararsi, poi aizza le tigri contro Sid, che finge di avere il bambino ma in realtà le conduce da Manny, il quale le stende con un tronco. Soto, rimasto indietro, evita però la batosta e si appresta ad attaccare il mammut, scoprendo che Diego ha voltato loro le spalle. Soto cerca di avventarsi su Manny, ma Diego si frappone tra i due, subendo un colpo fatale; quando poi Soto viene distratto dall'arrivo di Sid e del bambino, Manny ne approfitta per scagliarlo contro una parete al di sotto di un gran numero di stalattiti, che gli cadono addosso, uccidendolo. Spaventate, le tigri restanti scappano, mentre Diego, felice di aver scelto il giusto branco a cui appartenere, incoraggia gli amici a proseguire il cammino senza di lui, per poi chiudere gli occhi e rimanere lì a morire. 
Manny e Sid riescono a raggiungere gli umani e consegnano il bambino a suo padre; prima di separarsi da lui per sempre, promettono di non dimenticarlo mai. Il capo, ormai vedovo, lascia a Manny come ricordo la collana della moglie defunta, per poi andarsene insieme ai compagni. A sorpresa, Diego, vivo e vegeto, raggiunge il luogo dell’incontro e anche lui ha modo di salutare il piccolo. Con il trio riunito, essi si preparano a unirsi agli altri animali nella migrazione verso sud.
Un salto temporale di 20.000 anni dopo: l'era glaciale si è conclusa e Scrat è sopravvissuto rimanendo intrappolato dentro un blocco di ghiaccio assieme alla sua amata ghianda. Trascinato dalle onde del mare, arriva in un'isola tropicale e si scongela lentamente, ma perde la sua ghianda per via della marea, facendolo arrabbiare. Lo scoiattolo trova quindi una noce di cocco e cerca di sotterrarla, provocando una crepa che porta all'eruzione di un vulcano.

## Produzione
Il film è stato prodotto dalla collaborazione tra la Twentieth Century Fox Film Corporation, che ha presentato il film, la Blue Sky Studios, e la Twentieth Century Fox Animation. Si tratta del primo film prodotto dalla Fox Animation dopo Titan A.E. Per la pre-produzione ci si dovette lavorare per più di un anno prima che venisse creata qualsiasi animazione.

## Colonna sonora
La colonna sonora ufficiale dell'era glaciale è stata commercializzata il 14 maggio 2002 da Varèse Sarabande . La colonna sonora del film è stata composta da David Newman ed eseguita dalla Hollywood Studio Symphony. La canzone "Send Me on My Way" dei Rusted Root che è presente nel film, è assente dall'album.

### Brani
1. Opening Travel Music (1:17)
2. Rinoceronti arrabbiati (2:14)
3. Umani / Diego (1:43)
4. Tigers Going for Baby (3:12)
5. Dodo (0:42)
6. Fighting Over the Melons (2:01)
7. Walking Through (1:25)
8. Baby's Wild Ride (1:56)
9. Controllare la caverna (3:43)
10. Scappando dalla lava (2:27)
11. Baby Walks (1:34)
12. Le tigri cercano di prendere il bambino (5:41)
13. Restituire il bambino (6:26)

### Voci
James Earl Jones e Ving Rhames sono stati originariamente considerati per doppiare Manny; alla fine il ruolo è andato a Ray Romano. John Leguizamo ha provato 30 voci diverse per Sid. Dopo aver visto un documentario sui bradipi ha imparato che questi animali conservano il cibo in bocca e ha deciso di provare a parlare come se avesse del cibo in bocca e ha deciso che era la voce perfetta per Sid.

## Distribuzione

### Data di uscita
Il film è stato distribuito negli Stati Uniti d'America il 12 marzo 2002 come première e in versione estesa il 15 marzo.
- 12 marzo negli Stati Uniti d'America (anteprima)
- 14 marzo in Indonesia e Messico
- 15 marzo in Israele (il 21 marzo in versione estesa), Svezia
- 20 marzo in Venezuela
- 21 marzo in Australia, Svizzera tedesca, Germania, Repubblica Dominicana, Libano, Malaysia, Nuova Zelanda, Perù
- 22 marzo in Austria, Brasile, Colombia, Danimarca, Finlandia, Regno Unito, Irlanda, Islanda, Norvegia
- 23 maggio a Hong Kong
- 26 marzo nelle Filippine in versione limitata e il 3 aprile in quella estesa
- 27 marzo in Giamaica
- 28 marzo in Sudafrica
- 4 aprile in Cile
- 10 aprile negli Emirati Arabi Uniti
- 12 aprile in Grecia
- 20 aprile nei Paesi Bassi in versione limitata e il 25 aprile in versione estesa
- 24 aprile in Italia
- 3 maggio in India
- 31 maggio nella Repubblica Ceca al Zlín Film Festival e nei cinema il 17 ottobre
- 1º giugno in Messico al Cineteca Nacional
- 4 giugno in Kuwait
- 6 giugno in Ungheria
- 7 giugno in Polonia, Taiwan
- 22 giugno in Russia al Moscow Film Festival e il 22 agosto nei cinema
- 26 giugno in Francia il 26 giugno
- 29 giugno in Argentina come première e in versione estesa il 4 luglio
- 3 luglio in Belgio
- 5 luglio in Portogallo
- 10 luglio in Egitto
- 12 luglio in Spagna
- 3 agosto in Giappone e il 18 ottobre al Tokyo International Film Festival
- 9 agosto in Corea del Sud
- 23 agosto in Ucraina
- 29 settembre in Lituania
- 25 ottobre in Estonia
- 1° novembre in Lituania
- 31 gennaio 2003 in Turchia
- 4 aprile in Bulgaria

### Edizione italiana
La direzione del doppiaggio italiano è a cura di Marco Guadagno, sui dialoghi di Marco Bardella, per conto della Dubbing Brothers Int. Italia.

### Edizioni home video
La 20th Century Fox ha lanciato il film in home video con un budget per il marketing di circa 85 milioni di dollari: la più grande somma spesa fino a quel momento per un DVD.

### Streaming
In seguito all'acquisizione della 21st Century Fox da parte della The Walt Disney Company, "L'era Glaciale", insieme a tutti i lungometraggi Blue Sky Studios, è stato reso disponibile il 1º marzo 2020 su Disney+ negli Stati Uniti e il 24 marzo in Italia.

## Accoglienza

### Incassi
L'era glaciale è stato distribuito dal 15 marzo 2002 e nel weekend di esordio ha incassato $ 46,3 milioni, un numero elevato, che di solito non viene raggiunto fino alla stagione estiva, e molto maggiore della previsione più ottimistica della Fox di circa $ 30 milioni. Ha battuto il record per un lancio nel mese di marzo e all'epoca è stato il terzo miglior esordio di sempre per un film d'animazione, dopo Monsters & Co. ($ 62,6 milioni) e Toy Story 2 ($ 57,4 milioni).
Al termine della distribuzione nelle sale il film ha incassato $ 176.387.405 al botteghino statunitense e $ 383.257.136 in tutto il mondo, risultando il nono più alto incasso del 2002 in Nord America e l'ottavo miglior in tutto il mondo all'epoca, a fronte di un budget di produzione di $ 60 milioni.

### Critica
Il film ha ricevuto recensioni favorevoli da parte della critica. Su Rotten Tomatoes ha una percentuale di gradimento del 77% sulla base di 168 recensioni, con una valutazione media di 6,80 su 10, il consenso critico del sito recita: "Anche se L'era glaciale sta calpestando gli stessi terreni di Monsters & Co. e Shrek, ha abbastanza arguzia e risate per stare in piedi da solo". Su Metacritic ha ottenuto un punteggio del 60% su 31 recensioni, che significa "recensioni miste o medie".
Roger Ebert del Chicago Sun-Times ha assegnato al film 3 stelle su 4 e ha scritto "Sono venuto per deridere e sono rimasto a sorridere". Elvis Mitchell del The New York Times ha definito il film una "stravaganza di animazione computerizzata blandamente simpatica".

## Riconoscimenti
- 2003 – Premio Oscar
  - Candidatura al miglior film d'animazione a Chris Wedge
- 2003 – Nastro d'argento
  - Miglior doppiaggio maschile a Pino Insegno
- 2001 – Kansas City Film Critics Circle Awards
  - Miglior film d'animazione
- 2003 – Saturn Award
  - Candidatura al Miglior film d'animazione
- 2002 – Bogey Awards
  - Bogey Award in Platino
- 2003 – Golden Reel Award
  - Candidatura al miglior montaggio in un film d'animazione a Sean Garnhart, Steven Visscher, Paul Urmson, Lewis Goldstein, Craig Berkey, Frank Kern, Kam Chan, Albert Gasser, Marissa Littlefield, Nicholas Renbeck, Kenton Jakub
  - Candidatura al miglior montaggio sonoro negli effetti speciali a Richard A. Harrison
- 2002 – Satellite Award
  - Candidatura al miglior film d'animazione o a tecnica mista
- 2002 – Phoenix Film Critics Society Awards
  - Candidatura al miglior film d'animazione
- 2003 – Annie Award
  - Candidatura al miglior film d'animazione
  - Candidatura alla miglior regia a Chris Wedge e Carlos Saldanha
  - Candidatura alla miglior sceneggiatura a Michael Berg, Michael J. Wilson e Peter Ackerman
  - Candidatura alla miglior animazione dei personaggi a Mike Thurmeier
  - Candidatura al miglior character design a Peter DeSève
  - Candidatura alla miglior colonna sonora a David Newman
  - Candidatura al miglior scenografia a Brian McEntee
- 2003 – BMI Film & TV Award
  - Miglior colonna sonora a David Newman
- 2003 – Critics' Choice Movie Award
  - Candidatura al miglior film d'animazione
- 2003 – Kids' Choice Awards
  - Candidatura al miglior film
  - Candidatura al miglior doppiaggio a Ray Romano
  - Candidatura al miglior doppiaggio a Denis Leary
- 2003 – Young Artist Award
  - Candidatura al miglior film d'animazione per la famiglia

## Inesattezze storiche
Molti degli animali che appaiono nel film si trovano in un periodo (era glaciale) e/o in un luogo (Nord America) in cui non avrebbero potuto essere: macrauchenia e glyptodon vivevano durante l'era glaciale, ma in Sud America, dove il clima non era molto diverso da quello di oggi, anche se ci sono scoperte che affermano che i glyptodon emigrarono in Centro e Nord America; il palaeotherium, il brontotherium e l'embolotherium vivevano durante l'Eocene (30-40 milioni di anni fa), rispettivamente in Europa, Nord America e Asia; l'oritteropo esisteva già ma, proprio come oggi, viveva in Africa. I dodi, che si sono estinti solo in tempi recenti (XVII secolo), vivevano solo nell'isola di Mauritius, mentre gli uomini Neanderthal, seppur esistenti durante l'era glaciale, vivevano solo in Europa e Asia. Soltanto i mammut lanosi, le tigri dai denti a sciabola, i megalonyx e i lupi terribili (i "cani" della tribù) sarebbero potuti davvero essere lì.

## Sequel
- L'era glaciale 2 - Il disgelo (Ice Age: The Meltdown) (2006)
- L'era glaciale 3 - L'alba dei dinosauri (Ice Age: Dawn of The Dinosaurs) (2009)
- L'era glaciale 4 - Continenti alla deriva (Ice Age: Continental Drift) (2012)
- L'era glaciale - In rotta di collisione (Ice Age: Collision Course) (2016)

Inoltre la saga ha avuto due cortometraggi spin-off ovvero L'era Natale (2011) e L'era glaciale - La grande caccia alle uova (2016) e una serie di cortometraggi spin-off con protagonista Scrat ovvero Gone Nutty (2002), Una ghianda è per sempre (2006) e Scrat: Spaced Out (2017), un film spin-off con protagonista il personaggio di Buck (introdotto nel terzo film) L'era glaciale - Le avventure di Buck e la serie animata L'era glaciale - I racconti di Scrat (entrambi nel 2022). Il sesto film della saga L'era glaciale 6 (Ice Age 6) è in produzione l'uscita nei cinema della pellicola la prima  prodotta è realizzata interamente dalla 20th Century Animation è prevista per il 2026.